# Реха Карл Семенович
Реха Карл Семенович (Carl Simeon (Siim) Recha (Rehha); 4 липня 1853, Ревель — 15 квітня 1946, Раквере) — педагог, науковець, письменник.

## Життєпис
Народився у Ревелі в сім'ї матроса торгового корабля у 1853 році.
Естонець. Віросповідання — лютеранське. Здобув домашню освіту.
У 1877 вступив на службу до гімназії Карла Мая помічником класного наставника. 17 вересня 1879 після іспиту екстерном при Ревельському 3-класному міському училищі отримав звання домашнього вчителя зі спеціалізацією в німецькій мові та арифметиці.
У червні 1890 року склав іспит на атестат зрілості в Ревельській губернській гімназії і вступив на філологічний факультет Імператорського Дерптського університету.
Закінчив історико-філологічний факультет Імператорського Дерптського університету зі ступенем кандидата німецького та порівняльного мовознавства (18.12.1891).
Продовжив навчання в університеті на філологічному факультеті, спеціалізувався і захищав магістерську дисертацію на кафедрі романо-германської філології (27.04.1893).
Магістр порівняльного мовознавства.
Викладач німецької мови у Санкт-Петербурзькій 7-ій гімназії з 1893 по 1902.
Переведений в Пажеський Його Імператорської величності корпус виконувати обов'язки штатного викладача з 1902 по 1904.
До 1906 викладав також в Олександрівській військово-юридичній академії та в Духовній академії.
З 1912 року і до 1923 жив і працював у Полтаві. У 1921 після ліквідації Полтавського Олександрівського реального училища працював на ковбасній фабриці робітником.
У 1923 р. виїхав до Естонії. Жив у Таллінні, потім у Раквере. Джерелом коштів для життя стало видання художніх оповідань і повістей, основна тематика творів — шкільне життя.
Помер 15 квітня 1946 року у віці 92 роки. Похований на Раквереському міському цвинтарі.

## Посади
З 1907 р. директор народних училищ Естляндської губернії.
З 1909 директор Смоленського Олександрівського реального училища.
З 1912 року директор Полтавського Олександрівського реального училища.

## Чини
12.09.1894 — колежський радник;
1.08.1901 — статський радник;
Січень 1917 — дійсний статський радник.

## Сім'я
Дружина (1879) Аліна-Марія, уроджена Мазінг (1850—1886)
дружина Ольга (6.07.1875 — 24.01.1961, Раквере)
син Карл Реха (нар. бл. 1882);

## Твори
- Zur Frage über den Ursprung der perfektionierenden Wirkung der Verbalpräfixe (Юрьев, 1893, диссерт. на степень магистра сравнительного языковедения).
- Немецкая грамматика для русских средних учебных заведений. Ч. I. Этимология" (Юрьев, 1898).
- Немецкая хрестоматия" (СПб., 1900).